# Shōjo Kakumei Utena: Itsuka Kakumeisareru Monogatari
Shōjo Kakumei Utena: Itsuka Kakumeisareru Monogatari (少女革命ウテナ いつか革命される物語?) è un videogioco sviluppato e pubblicato dalla SEGA per Sega Saturn 28 maggio 1998, esclusivamente in Giappone .Il videogioco è ispirato all'anime Utena la fillette révolutionnaire.

## Trama
Il videogioco racconta una storia originale ambientata fra gli episodi 8 e 9 della serie televisiva. Il personaggio principale del gioco, uno studente appena trasferitosi presso l'istituto Ohtori, è una creazione originale, il cui nome viene scelto dal giocatore e doppiato da Kaoru Fujino.

## Modalità di gioco
Shōjo Kakumei Utena: Itsuka Kakumeisareru Monogatari è una visual novel con diversi elementi tipici dei simulatori di appuntamenti. I personaggi principali possiedono una statistica chiamata "nobiltà del cuore" che viene influenzata dalle scelte che il giocatore compie sporadicamente durante il gioco. Il livello di dignità del cuore di ogni personaggio rappresenta l'elemento da "simulatore di appuntamenti", ma dato che la storia del videogioco si svolge in un lasso di tempo molto limitato, le relazioni spesso si limitano ad un amore non corrisposto da parte del giocatore. Nel videogioco è inoltre presente la possibilità di ingaggiare duelli con i membri del consiglio studentesco, rendendo lo stesso protagonista del gioco un duellante.